# 日産サティオ島根
株式会社日産サティオ島根（にっさんサティオしまね）とは、島根県松江市に本社のある、日産自動車のレッドステージ店（旧サティオ店←サニー店、プリンス店）である。
山陰酸素工業の関連会社である。

## 概要
島根県で、日産・レッドステージを展開している。

## 沿革
- 1966年（昭和41年）4月12日 日産サニー島根販売を設立。
- 1992年（平成4年）10月1日 日産サニー・プリンス島根販売に改称。
- 1999年（平成11年）11月 日産サティオ島根に改称。

## 事業所
- 本社店
  - 島根県松江市西津田二丁目7番25号
- 松江店
  - 島根県松江市西津田二丁目6番32号
- 出雲店
  - 島根県出雲市白枝町444番地1
- 雲南店
  - 島根県雲南市三刀屋町三刀屋37番地3
- 浜田店
  - 島根県浜田市長沢町319番地2
- 邑智店
  - 島根県邑智郡川本町川本1087番地1

## 関連会社
- 山陰酸素工業
- 島根日産自動車
- 日産プリンス鳥取販売